# Принцип Франка — Кондона

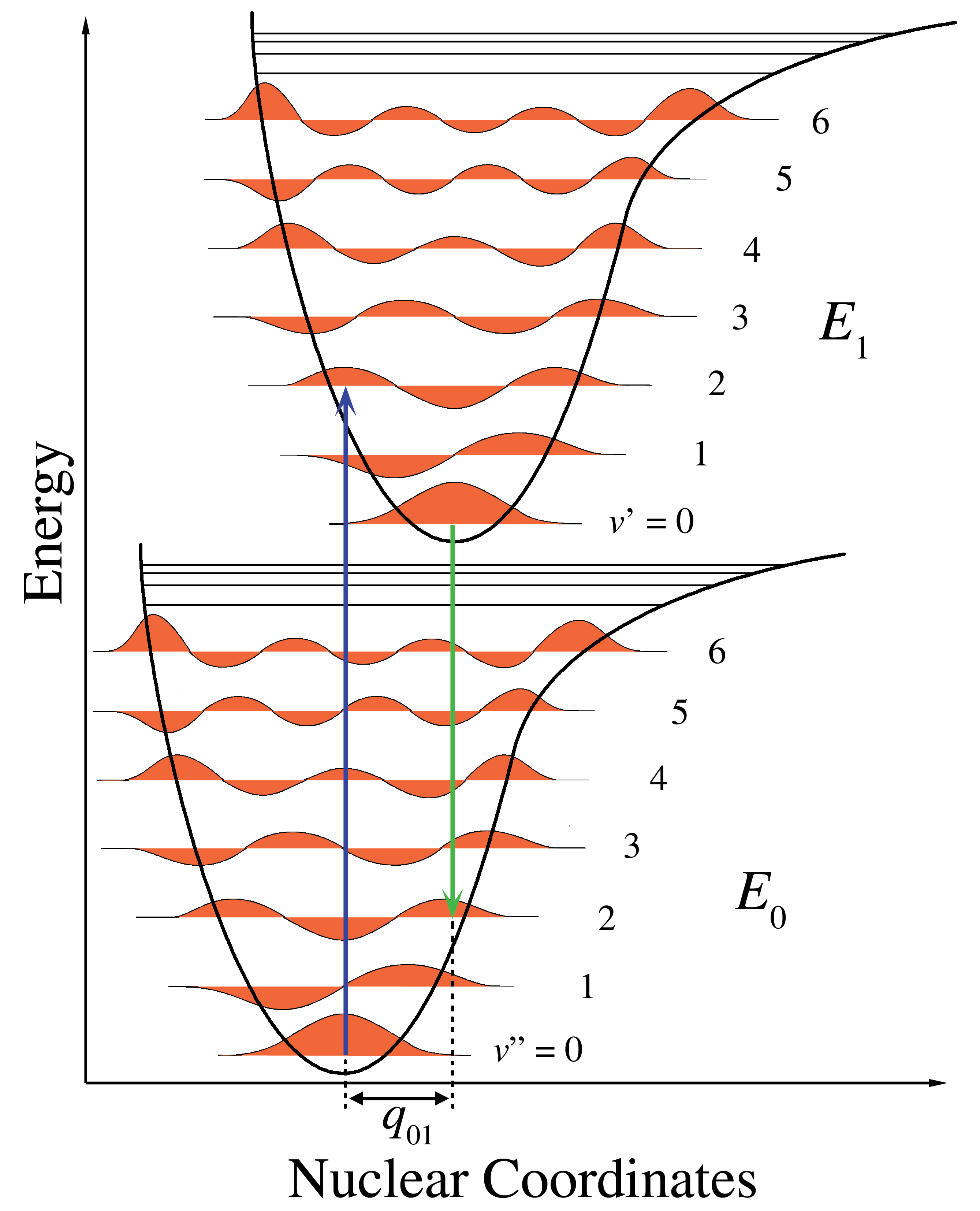

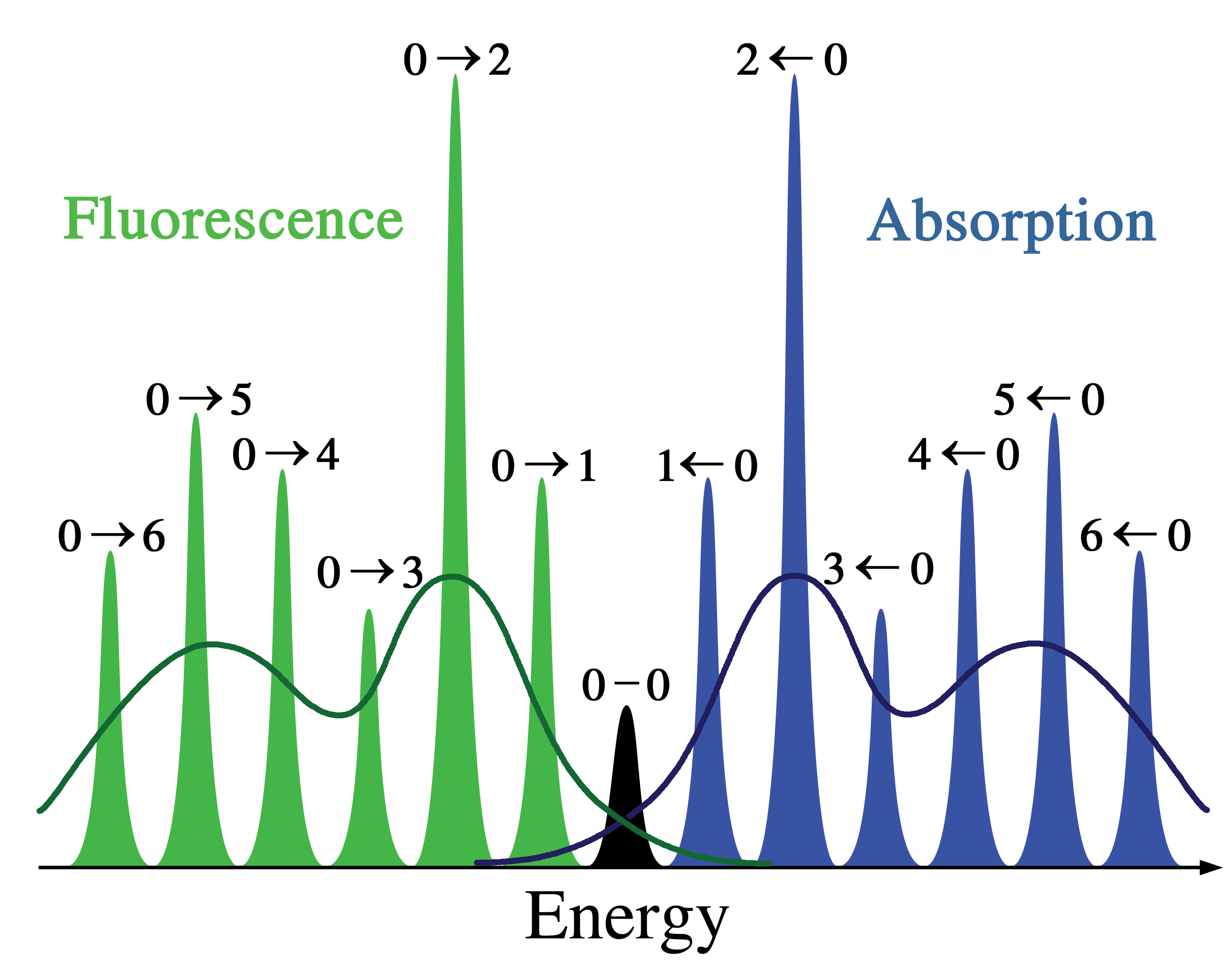

Принцип Франка—Кондона — фізичні міркування, що дозволяють пояснити розподіл інтенсивностей електронно-коливальних молекулярних спектрів, оснований на припущенні, що електронні переходи відбуваються за короткий час в порівнянні з характерним часом коливань атомів у молекулах, а тому можна вважати, що при таких переходах положення атомів фіксовані.

## Загальний опис
По суті, Принцип Франка — Кондона — це наближення, яке стверджує, що електронний перехід має тенденцію відбуватися без змін у положенні ядер молекулярної частинки та оточення, тобто електронні переходи відбуваються набагато швидше, ніж молекулярні коливання. Отримуваний стан називається станом Франка — Кондона, а перехід — вертикальним переходом. Квантово-механічне формулювання цього принципу є таким: інтенсивність коливальних переходів є пропорційною до квадрата інтеграла перекривання між коливальними хвильовими функціями двох станів, які залучені в переході.
Принцип був розроблений у 1926. Він названий на честь Джеймса Франка та Едварда Кондона.
Найлегше принцип застосовувати до двохатомних молекул, для яких єдиний параметр, що визначає структуру молекули — віддаль між атомами. Ілюстрація принципу приведена на двох рисунках праворуч. Верхній рисунок зображає криві потенціалу міжатомної взаємодії в основному і збудженому стані молекули та коливальні хвильові функції відповідних нормальних мод. На нижньому рисунку схематично зображені спектри поглинання і люмінесценції такої молекули.
Взаємодія між атомами в молекулі різна в основному і збудженому електронному стані. Якщо перед поглинанням молекула перебувала в основному електронному стані і її атоми здійснювали тільки нульові коливання, то збудження молекули при незмінному положенні атомів відбувається в такий коливальний стан, при якому коливальні хвильові функції перекриваються найкраще. В наведеному прикладі такий перехід відбуватиметься в стан з коливальним квантовим числом 2. Він показаний вертикальною стрілкою вгору. Інші переходи теж відбуватимуться, але з меншою інтенсивністю.
У збудженому стані положення атомів релаксуватиме внаслідок різних причин, наприклад, завдяки зіткненням з іншими молекулами. В результаті з великою ймовірністю через деякий час молекула опиниться в коливальному стані з коливальним квантовим числом 0, і випромінюватиме світло саме з цього стану. Найімовірніший перехід буде в коливальний стан із коливальним числом 2, що показано зеленою стрілкою вниз. Різниця енергій цих станів менша, ніж різниця енергій станів, між якими проходив перехід при збудженні, тому випромінювання відбуватиметься із Стоксовим зсувом.